# Supercoppa LNP
La Supercoppa Lega Nazionale Pallacanestro, chiamata per ragioni di sponsorizzazione "Old Wild West Supercoppa LNP", è una competizione cestistica per club maschili, fondata nel 2016 ed organizzata da LNP. 
Le attuali detentrici del trofeo sono la Basket Fortitudo Bologna per la Serie A2 e la Pallacanestro Roseto per la Serie B.

## Storia e formula
L'edizione inaugurale si è disputata nel 2016. La competizione si svolge tra metà settembre e gli inizi di ottobre, precedendo l'inizio della stagione regolare. 
La formula adottata è quella della Final Four, cui sono ammesse la perdente della finale promozione della precedente stagione, la semifinalista miglior piazzata durante la stagione regolare precedente e le due finaliste della Coppa Italia LNP.
Dalla stagione 2019 la competizione è stata estesa a tutte le formazioni della Serie A2 con una fase finale a otto squadre ospitate in un'unica sede.
La competizione è stata estesa alla Serie B a partire dal 2020 con la stessa formula del torneo dedicato alla Serie A2.

## Albo d'oro

### Serie A2
| Edizione | Sede                                          | Vincitore                  | 2° Finalista              | Risultato | MVP                  | Note |
| 2016     | Unipol Arena - Casalecchio di Reno            | Fortitudo Bologna          | Scafati Basket            | 72-70     | Stefano Mancinelli   | Assegnata tramite Final Four                                                                                |
| 2017     | Alma Arena - Trieste                          | Alma Pallacanestro Trieste | De' Longhi Treviso        | 88-78     | Alessandro Cittadini | Assegnata tramite Final Four                                                                                |
| 2018     | PalaDozza - Bologna                           | Fortitudo Bologna          | Junior Casale             | 75-73     | Maarty Leunen        | Assegnata tramite Final Four                                                                                |
| 2019     | Allianz Cloud - Milano                        | Derthona Basket            | Torino Basket             | 84-81     | Matteo Formenti      | Assegnata tramite Final Four                                                                                |
| 2020     | PalaBenedetto - Cento                         | Scafati Basket             | Pallacanestro Forlì 2.015 | 78-69     | Lorenzo Benvenuti    | Assegnata tramite Final Eight dopo una fase a gironi in occasione del cinquantesimo anniversario della LBA. |
| 2021     | Bella Italia EFA Village - Lignano Sabbiadoro | Pistoia Basket             | Treviglio                 | 76-70     | Jazz Johnson         | Assegnata tramite Final Eight dopo una fase a gironi.                                                       |
| 2022     | Unieuro Arena - Forlì                         | Vanoli Cremona             | San Severo                | 71-67     | Trevor Lacey         | Assegnata tramite Final Four dopo una fase a gironi ed i successivi quarti di finale.                       |
| 2023     | PalaTerme - Montecatini Terme                 | Trapani                    | Treviglio                 | 83-67     | Matteo Imbrò         | Assegnata tramite Final Four.                                                                               |
| 2024     | Modigliani Forum - Livorno                    | Fortitudo Bologna          | OrziBasket                | 97-91     | Fabio Mian           | Assegnata tramite Final Four dopo una fase a gironi ed i successivi quarti di finale.                       |

### Serie B
| Edizione | Sede                                          | Vincitore                 | 2° Finalista                 | Risultato | MVP                | Note |
| 2020     | PalaBenedetto - Cento                         | Pallacanestro Bernareggio | Pallacanestro Nardò          | 91-76     | Stefano Laudoni    | Assegnata tramite Final Eight dopo una fase a gironi in occasione del cinquantesimo anniversario della LBA. |
| 2021     | Bella Italia EFA Village - Lignano Sabbiadoro | Raggisolaris Faenza       | UEB Cividale                 | 75-56     | Giovanni Poggi     | Assegnata tramite Final Eight dopo una fase a gironi.                                                       |
| 2022     | Unieuro Arena - Forlì                         | Pallacanestro Orzinuovi   | Roseto                       | 70-68     | Emanuele Trapani   | Assegnata tramite Final Four dopo una fase a gironi ed i successivi quarti di finale.                       |
| 2023     | PalaTerme - Montecatini Terme                 | Pielle Livorno            | Pallacanestro Ruvo di Puglia | 88-78     | Michele Rubbini    | Assegnata tramite Final Four dopo una fase ad eliminazione diretta ed i successivi quarti di finale.        |
| 2024     | Modigliani Forum - Livorno                    | Pallacanestro Roseto      | Pielle Livorno               | 84-53     | Lukas Aukštikalnis | Assegnata tramite Final Four.                                                                               |

## Trofeo

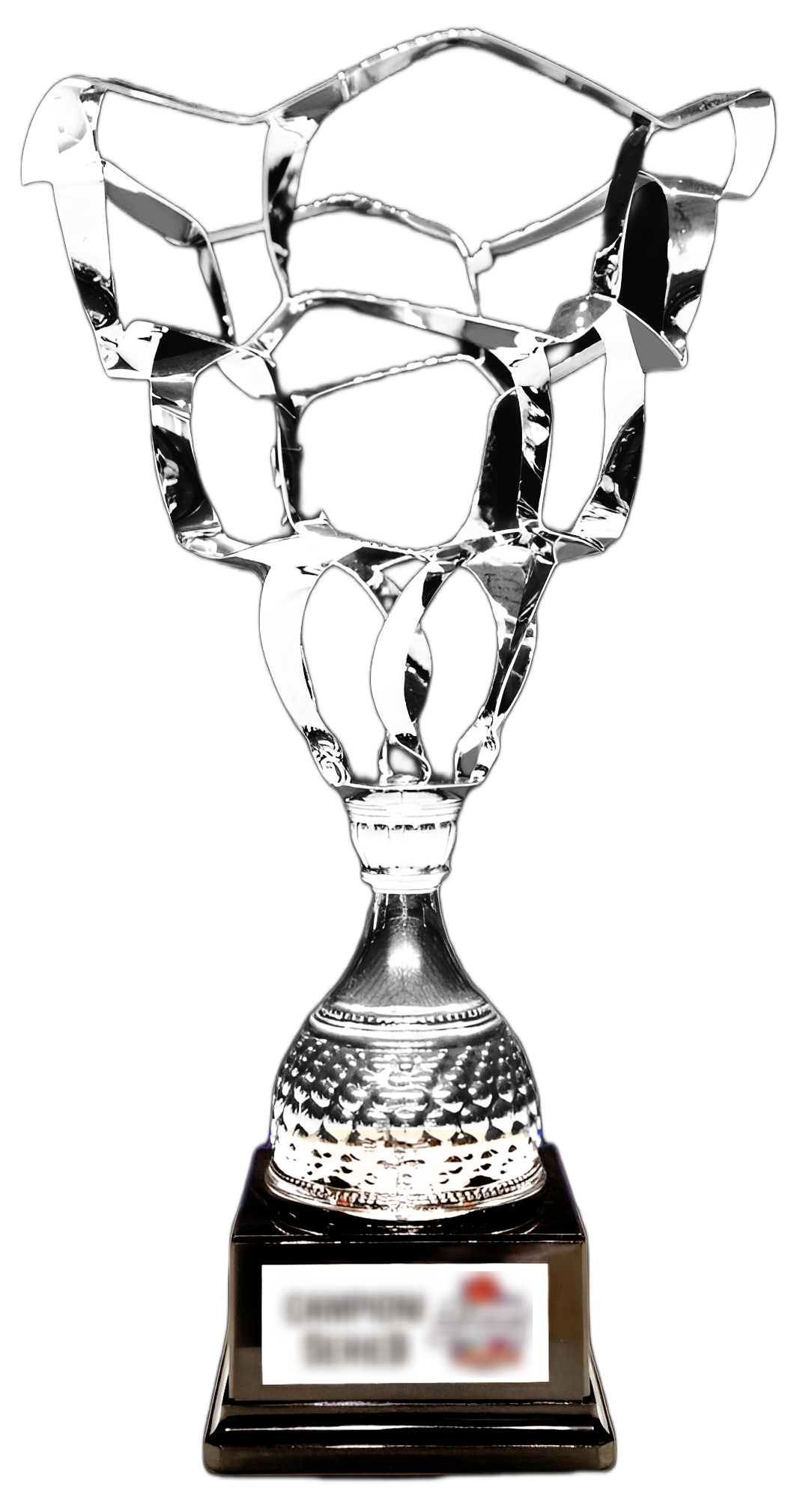
Trofeo utilizzato dal 2016 al 2023 per la Supercoppa LNP